# 小巴尔考
小巴尔考是德国石勒苏益格－荷尔斯泰因州的一个市镇。总面积4.19平方公里，总人口246人，其中男性117人，女性129人（2011年12月31日），人口密度59人/平方公里。